# 阿尔德斯巴赫
阿尔德斯巴赫是德国巴伐利亚州的一个市镇。总面积45.82平方公里，总人口4301人，其中男性2148人，女性2153人（2011年12月31日），人口密度94人/平方公里。